# Ja t'enyoro
Ja t'enyoro (títol original en anglès, Miss You Already) és una pel·lícula de comèdia romàntica britànica del 2015 dirigida per Catherine Hardwicke i escrita per Morwenna Banks, basada en el radioteatre Goodbye de la mateixa Banks del 2013. La pel·lícula és protagonitzada per Toni Collette, Drew Barrymore, Dominic Cooper, Paddy Considine, Tyson Ritter, Frances de la Tour i Jacqueline Bisset. Es va projectar a la secció de Presentacions de Gala del Festival Internacional de Cinema de Toronto 2015. S'ha doblat i subtitulat al català.
El rodatge principal va començar el 7 de setembre de 2014 a Londres i, posteriorment, també va tenir lloc al comtat anglès de West Yorkshire.
La pel·lícula es va estrenar al Regne Unit el 25 de setembre de 2015 i als Estats Units el 6 de novembre de 2015 amb crítiques positives. La pel·lícula es va distribuir a diversos territoris, inclosos Alemanya, França, Japó, Corea del Sud i Hong Kong.